# Aeroporto Municipal de Renton
O Aeroporto Municipal de Renton é um aeroporto público localizado em Renton, Washington, Estados Unidos. O aeroporto foi rebaptizado como Clayton Scott Field em 2005 na celebração do centenário do nascimento de Clayton Scott. A fronteira norte do aeroporto é o Lago Washington. O aeroporto de Renton tem uma doca para hidroaviões e uma rampa de lançamento que permite uma aeronave aterrar na água e entrar na pista e vice-versa.
O aeroporto é património da cidade de Renton e é usado pela aviação em geral, servindo a cidade onde está localizado e as comunidades adjacentes. É um aeroporto de apoio ao Aeroporto Internacional Sea-Toc.
Localizado a aproximadamente 25 minutos a sul da baixa de Seattle, situa-se no centro de uma rede de transportes a nível regional, que liga as autoestradas estatais 167, 169, 515 e 900 para as autoestradas inter-estaduais 5, 405 e 90.
Este aeroporto encontra-se adjacente à fábrica da Boeing em Renton, que constrói os modelos 737 e 757, sendo o aeroporto o ponto inicial de partida para estas aeronaves produzidas.